# Rosa Catá
Rosa Catá (Buenos Aires, Argentina; 1890 - Idem; 1970) fue una de las primeras actrices del cine sonoro argentino.

## Carrera
Se inició desde niña en el teatro, bajo las órdenes de Pablo Podestá. Se crio luego en el circo. Tras su paso por la compañía de Enrique Muiño -Elías Alippi, formó rubro artístico con Santiago Arrieta e integró el elenco del Teatro Nacional Cervantes.
En la pantalla grande debutó en 1933 con la película Dancing dando comienzo a una larga carrera fílmica dentro del género musical, donde acompañó a los grandes cantantes del momento como Amanda Ledesma y también hizo una pequeña incursión en el género del sainete criollo en la película Chingolo de 1940 junto a Luis Sandrini. Obtuvo su mayor auge dentro del periodo de la década de oro, entre 1940 y 1950. En 1950 integró la primera comisión directiva del Ateneo Cultural Eva Perón.

## Filmografía
- El último perro (1956)
- Suburbio (1951)
- El último payador (1950)
- Vidalita (1949)
- Los hombres las prefieren viudas (1943)
- La juventud manda (1943)
- En el viejo Buenos Aires (1942)
- Persona honrada se necesita (1941)
- El mozo número 13 (1941)
- Chingolo (1940)
- Callejón sin salida (1938)
- Dancing (1933)